# Эрраес, Мигель
Миге́ль Эрра́ес (исп. Miguel Herráez) родился в 1957 году — доктор филологических наук, профессор университета города Валенсии.
С семидесятых годов сотрудничает с литературными журналами «Триумф», «Чтение», «Туриа», «Испано-американские тетради» и др. В последние годы читает лекции в университете города Кордовы (Аргентина).
В 1996 году удостоен премии «Хиль-Альберт» в жанре эссе и литературной критики за свою работу «Стратегия постмодернизма в произведениях Эдуардо Мендосы». Является автором романов «Клик», «Верь мне», «Под дождем», а также автором сборников рассказов «Ключи от Трильби», «Отдых ангелов», «Каждый раз смерть» и «Прошу тебя сказать сейчас». Его рассказы переведены на португальский, французский и итальянский языки.
В 2001 году Эрраес издал книгу исследование о Хулио Кортасаре, которая в русском переводе увидела свет в 2005 году в издательстве «Азбука».